# ファーナス郡 (ネブラスカ州)
座標: 北緯40度10分 西経99度55分 / 北緯40.17度 西経99.91度
ファーナス郡（英: Furnas County）は、アメリカ合衆国のネブラスカ州にある郡。2000年時点での人口は5,324人で、郡庁所在地はビーバー・シティ (Beaver City)。郡の名は第3代ネブラスカ州知事のロバート・ウィルキンソン・ファーナスに敬意を表してつけられた。
ネブラスカ州のナンバープレートで、ファーナス郡の車両は最初の数字が38になっている。これは1922年にナンバープレートの制度を確立した際、ファーナス郡の車両登録台数が州内の郡のなかで38番目に多かったからである。

## 地理
アメリカ合衆国国勢調査局によると、この郡は総面積1,866 km2 (721 mi2) である。このうち1,860 km2 (718 mi2)が陸地で、6 km2 (2 mi2) が海や湖などの水地域である。総面積のうち0.34%が水地域となっている。

### 隣接する郡
- ゴスパー郡（北）
- フェルプス郡（北東）
- ハーラン郡（東）
- ノートン郡 (カンザス州)（南）
- ディケーター郡 (カンザス州)（南西）
- レッドウィロー郡（西）
- フロンティア郡（北西）

## 人口動静

2000年の時点での郡の人口ピラミッド

2000年の国勢調査によると、ファーナス郡には5,324人、2,278世帯、及び1,489家族が暮らしている。人口密度は3/km2 (7/mi2) で、1/km2 (4/mi2) の平均的な密度に2,730軒の住居が建っている。この郡の人種の構成は白人98.22%、黒人（アフリカ系アメリカ人）0.08%、先住民0.41%、アジア系0.23%、太平洋諸島系はおらず、その他の人種0.32%、及び混血0.75%で、1.15%の人々がヒスパニックまたはラテン系である。郡民の45.6%がドイツ系、13.8%がアメリカ系、11.4%がイングランド系、7.4%がアイルランド系、5.2%がスウェーデン系移民の子孫である。
ファーナス郡に住む2,278世帯のうち、28.00%は18歳未満の子どもと暮らしており、57.20%は夫婦で生活している。5.90%は未婚の女性が世帯主であり、34.60%は家族以外の住人と同居している。32.50%は独居で、全世帯の19.80%は65歳以上の独居老人世帯である。1世帯あたりの平均人数は2.28人であり、家庭の場合は2.88人である。
郡の住民は24.10%が18歳未満の子どもで、18歳以上24歳以下が5.30%、25歳以上44歳以下が22.80%、45歳以上64歳以下が23.90%、および65歳以上が23.80%となっている。平均年齢は44歳である。女性100人に対して男性は92.30人いて、18歳以上の女性100人に対しては男性は88.00人いる。
郡の世帯ごとの平均収入は30,498米ドルで、家族ごとでは37,000米ドルである。男性の26,563米ドルに対して女性は19,918米ドルの平均的な収入がある。この郡の一人当たりの収入 (per capita income) は17,223米ドルである。総人口の10.60%、家族の6.90%は貧困線以下である。18歳未満の子どもの14.50%及び65歳以上の10.50%は貧困線以下の生活を送っている。

## 都市および村
- アラパホ (en:Arapahoe, Nebraska)
- ビーバー・シティ (en:Beaver City, Nebraska)
- ケンブリッジ (en:Cambridge, Nebraska)
- エジソン (en:Edison, Nebraska)
- ヘンドリー (en:Hendley, Nebraska)
- ホルブルック (en:Holbrook, Nebraska)
- オックスフォード (en:Oxford, Nebraska) ハーラン郡にまたがって位置する
- ウィルソンヴィル (en:Wilsonville, Nebraska)